# 미카사 (기업)
미카사(일본어: ミカサ)는 일본의 고무 회사이다. 스포츠 경기용 볼의 대형 브랜드로서, 특히 배구에서는 일본을 비롯해 전세계의 경기 연맹에서의 공식구나 유일한 국제 배구 연맹 공식구로 지정된다.

## 같이 보기
- 아식스
- 몰텐
- 아시안 게임